# 全日本スキー技術選手権大会
全日本スキー技術選手権大会（ぜんにほんスキーぎじゅつせんしゅけんたいかい）は全日本スキー連盟（SAJ）が運営する、スキーの総合技術を競う大会である。技術選と略称されることがある。

## 概要
参加資格はSAJ1級以上で、各都道府県予選を突破した選手がスキー技術、巧さを競う。
アルペンレースのように「タイム」を競う概念はなく、フリースタイル競技のように技の難度が直接点数に反映されることもない。 設定された斜面に対してどのようなターン弧を描いてくるか、どれだけスキー板の性能を引き出すことができているかなど、 さまざまなポイントを評価し、順位を決定する。 
アルペンスキーやモーグル競技が限られた状況の中でパフォーマンスを競うのに対して技術選は、中斜面の一枚バーンから、 うねりを含む複合斜面、さらにはコブ斜面など、ゲレンデのあらゆるフィールドを戦いの場とする。
雪面コンディションも、アイスバーンと見まがうようなハードパックから、最低限のグルーミングのみを施した不整地（コブ斜面）で行うものなど、 一般スキーヤーが普段滑走している状況に近いシチュエーションで競技が行われるのも特徴である。
タイムそのものを競う競技ではないが、ターンの質とスピードには密接に関わるため、ほとんどの種目は驚異的な滑走スピードで繰り広げられる。 種目によっては極めて難度の高い斜面が設定されるため、選手にとっては恐怖心との戦いでもある。
一般スキーヤーが普段楽しんでいるゲレンデを舞台に、その技能を種目ごとにイグザミナーがジャッジし、すべての種目の獲得点の合計が高い者が勝利する。 いわば、ゲレンデスキーヤーの頂点を決める大会である。
現在は5審5採用制によって行われており、100点満点として各イグザミナーがそれぞれ満点中の20％を採点し、その合計点で競う。一言でいえば斜面状況、雪質に適した合理的な滑りをより速いスピードの次元で表現した選手に高得点が与えられる。
競技種目及び斜面設定については大回り、小回り、フリーの3種を、急斜面、総合斜面、不整地の3タイプで組合せて実施される。
各地区予選を勝ち抜いた選手が、予選2日間、準決勝、決勝、決勝スーパーファイナルと5日間にわたりスキー技術を競いあう（2020年・第57回大会）。前年の大会での上位者は予選が免除される。決勝に残れるのは男子90位タイ、女子30位タイまでであり、本選からの得点すべてを合計し、最も合計点が高い選手が優勝者となる。
アルペンやノルディックなどのいわゆる競技スキーはSAJの競技本部が統括するが、技術選は教育本部が開催する大会である。
2011年の第48回大会は、NBS長野放送、BS12 TwellV(トウェルビ）にてテレビ放送された。
OTTO'S(有)オッツ、㈱芸文社（スキーグラフィック）などからDVDが発売されていて、過去にはスキージヤーナル㈱からの発売もあった。また直接の物ではないが、SAJ公認スキー指導員・準指導員受検等の際に教本として購入する、山と渓谷社（過去にはスキージヤーナル）より発行されている本（一例として、公益財団法人 北海道スキー連盟 教育本部メモ など）に添付されている指導用DVDに前年度大会のダイジェストが収録されている事がある。

## 歴史
1964年から年1回開催されており、2019年の大会時点で56回を数える。第1回から第15回までの大会名称は「全日本デモンストレーター選考会」、第17回から第22回までの大会名称は「全日本基礎スキー選手権大会」であった。
1990年～1995年までは外国人選手の出場が認められていて、女子は5年連続で、男子も3年連続で外国勢が制した。その後、外国人選手については、各都道府県連盟にて行う技術選の予選大会を兼ねた基礎スキーの大会では「オープン参加」として参加は出来るが技術選には参加出来なくなる規則となっているケースがある。
2020年度の第57回大会は「第1回国際スキー技術選手権大会」を兼ねた大会とし、外国人選手の参加を正式に認める大会とする予定だったが、2020年に感染拡大した新型コロナウイルス（COVID-19）の影響に伴って、政府から同年2月26日付での「大規模なスポーツや文化イベントなどの中止・延期・規模縮小の要請」を受けた事により、2月27日から3月22日までの全てのSAJ主催事業の中止決定を受けて同大会も中止となった。
2020年度現在も各都道府県連盟主催の技術選予選兼基礎スキー大会については、前述と同様に外国人選手はオープン参加の取り扱い及び規則となっている事もある。

## 歴代の優勝者

### 男子
| 回                             | 年   | 開催スキー場          | 優勝者              | 第2位               | 第3位               |
| 全日本デモンストレーター選考会 |      |                       |                     |                     |                     |
| 1                              | 1964 | 山形県 蔵王           | 平川 啓紀           | 平沢 文雄           | 宮沢 英雄           |
| 2                              | 1965 | 宮城県 鳴子           | 北沢 宏明           | 平沢 文雄           | 丸山 庄司           |
| 3                              | 1966 | 長野県 白馬八方尾根   | 丸山 周司           | 佐藤 俊彦           | 大塚 太重郎         |
| 4                              | 1967 | 長野県 白馬八方尾根   | 斉藤 城樹           | 佐藤 勝俊           | 丸山 周司           |
| 5                              | 1968 | 長野県 白馬八方尾根   | 斉藤 城樹           | 佐藤 勝俊           | 丸山 周司           |
| 6                              | 1969 | 長野県 白馬八方尾根   | 藤本 進             | 丸山 周司           | 関 健太郎           |
| 7                              | 1970 | 長野県 白馬八方尾根   | 丸山 周司           | 藤本 進             | 関 健太郎           |
| 8                              | 1971 | 長野県 白馬八方尾根   | 平川 仁彦           | 藤本 進             | 関 健太郎           |
| 9                              | 1972 | 長野県 白馬八方尾根   | 藤本 進             | 関 健太郎           | 吉田 智与士         |
| 10                             | 1973 | 長野県 白馬八方尾根   | 藤本 進             | 関 健太郎           | 三枝 兼径           |
| 11                             | 1974 | 新潟県 苗場           | 藤本 進             | 佐藤 正明           | 丸山 隆文           |
| 12                             | 1975 | 新潟県 苗場           | 関 健太郎           | 藤本 進             | 三枝 兼径           |
| 13                             | 1976 | 長野県 白馬八方尾根   | 平川 仁彦           | 丸山 隆文           | 三枝 兼径           |
| 14                             | 1977 | 長野県 白馬八方尾根   | 丸山 隆文           | 佐藤 正明           | 山口 正広           |
| 15                             | 1978 | 長野県 白馬八方尾根   | 丸山 隆文           | 山田 博幸           | 佐藤 正明           |
| 16                             | 1979 | 長野県 白馬八方尾根   | 佐藤 正明           | 相田 芳男           | 山口 正広           |
| 全日本基礎スキー選手権大会     |      |                       |                     |                     |                     |
| 17                             | 1980 | 北海道 大和ルスツ     | 吉田 幸一           | 佐藤 正人           | 相田 芳男           |
| 18                             | 1981 | 長野県 白馬八方尾根   | 佐藤 正明           | 吉田 幸一           | 相田 芳男           |
| 19                             | 1982 | 長野県 白馬八方尾根   | 佐藤 正人           | 佐藤 正明           | 渡部 三郎           |
| 20                             | 1983 | 岩手県 網張           | 佐藤 正人           | 小熊 恵一           | 吉田 幸一           |
| 21                             | 1984 | 青森県 大鰐温泉       | 細野 博             | 佐藤 正人           | 吉田 幸一           |
| 22                             | 1985 | 青森県 大鰐温泉       | 佐藤 正人           | 細野 博             | 渡部 三郎           |
| 全日本スキー技術選手権大会     |      |                       |                     |                     |                     |
| 23                             | 1986 | 長野県 白馬八方尾根   | 渡部 三郎           | 佐藤 正人           | 金子 裕之           |
| 24                             | 1987 | 長野県 白馬八方尾根   | 渡部 三郎/佐藤 正人 | 渡部 三郎/佐藤 正人 | 金子 裕之           |
| 25                             | 1988 | 長野県 白馬八方尾根   | 渡辺 一樹           | 佐藤 譲             | 大平 成年           |
| 26                             | 1989 | 長野県 白馬八方尾根   | 渡辺 一樹           | 斉木 隆             | 佐藤 譲             |
| 27                             | 1990 | 長野県 白馬八方尾根   | 佐藤 譲             | 渡辺 一樹           | 斉木 隆             |
| 28                             | 1991 | 長野県 白馬八方尾根   | 渡辺 一樹           | 佐藤 譲             | 森 信之             |
| 29                             | 1992 | 群馬県 尾瀬岩鞍       | 渡辺 一樹           | 森 信之             | 沢田 敦             |
| 30                             | 1993 | 群馬県 尾瀬岩鞍       | M. Farny            | 渡辺 一樹           | 佐藤 譲             |
| 31                             | 1994 | 長野県 野沢温泉村     | M. Galcia           | M. Farny            | 渡辺 一樹           |
| 32                             | 1995 | 長野県 野沢温泉村     | B. Greber           | 粟野 利信           | M. Galcia           |
| 33                             | 1996 | 北海道 ルスツリゾート | 猪又 一之           | 粟野 利信           | 渡辺 一樹           |
| 34                             | 1997 | 新潟県 石打丸山       | 粟野 利信           | 宮下 征樹           | 二瓶 勝             |
| 35                             | 1998 | 秋田県 田沢湖         | 粟野 利信           | 山田 卓也           | 猪又 一之           |
| 36                             | 1999 | 長野県 白馬岩岳       | 柏木 義之           | 佐藤 久哉           | 宮下 征樹           |
| 37                             | 2000 | 長野県 白馬八方尾根   | 柏木 義之           | 粟野 利信           | 宮下 征樹           |
| 38                             | 2001 | 長野県 白馬八方尾根   | 宮下 征樹           | 柏木 義之           | 能登 恒             |
| 39                             | 2002 | 長野県 白馬八方尾根   | 宮下 征樹           | 柏木 義之           | 山田 卓也           |
| 40                             | 2003 | 長野県 白馬八方尾根   | 柏木 義之           | 山田 卓也           | 佐藤 久哉           |
| 41                             | 2004 | 長野県 白馬八方尾根   | 柏木 義之           | 山田 卓也           | 片山 秀斗           |
| 42                             | 2005 | 長野県 白馬八方尾根   | 佐藤 久哉           | 柏木 義之           | 丸山 貴雄           |
| 43                             | 2006 | 新潟県 苗場スキー場   | 佐藤 久哉           | 片山 秀斗           | 丸山 貴雄           |
| 44                             | 2007 | 新潟県 苗場スキー場   | 井山 敬介           | 柏木 義之           | 佐藤 久哉           |
| 45                             | 2008 | 新潟県 苗場スキー場   | 井山 敬介           | 柏木 義之           | 山田 卓也           |
| 46                             | 2009 | 長野県 白馬八方尾根   | 柏木 義之           | 井山 敬介           | 丸山 貴雄           |
| 47                             | 2010 | 長野県 白馬八方尾根   | 丸山 貴雄           | 山田 卓也           | 柏木 義之           |
| 48                             | 2011 | 長野県 白馬八方尾根   | 丸山 貴雄           | 井山 敬介           | 山田 卓也 柏木 義之 |
| 49                             | 2012 | 長野県 白馬八方尾根   | 丸山 貴雄           | 吉岡 大輔           | 柏木 義之           |
| 50                             | 2013 | 長野県 白馬八方尾根   | 吉岡 大輔           | 丸山 貴雄           | 柏木 義之           |
| 51                             | 2014 | 長野県 白馬八方尾根   | 井山 敬介           | 柏木 義之           | 丸山 貴雄           |
| 52                             | 2015 | 長野県 白馬八方尾根   | 柏木 義之 丸山 貴雄 |                     | 井山 敬介 藤井 守之 |
| 53                             | 2016 | 長野県 白馬八方尾根   | 吉岡 大輔           | 丸山 貴雄           | 柏木 義之           |
| 54                             | 2017 | 北海道 ルスツリゾート | 丸山 貴雄           | 井山 敬介           | 山田 卓也           |
| 55                             | 2018 | 北海道 ルスツリゾート | 吉岡 大輔           | 丸山 貴雄           | 井山 敬介           |
| 56                             | 2019 | 長野県 白馬八方尾根   | 武田竜              | 佐藤 栄一           | 井山 敬介           |
| 57                             | 2020 | （中止）              |                     |                     |                     |
| 58                             | 2021 | 新潟県 苗場スキー場   | 武田竜              | 佐藤 栄一           | 井山 敬介           |
| 59                             | 2022 | 長野県 白馬八方尾根   | 武田竜              | 丸山 貴雄           | 井山 敬介           |
| 60                             | 2023 | 長野県 白馬八方尾根   | 武田竜              | 奥村駿              | 川上 勇貴           |
| 61                             | 2024 | 北海道 ルスツリゾート | 武田竜              | 奥村駿              | 齋藤 圭哉           |

※選手氏名、施設名称等は当時のものを使用しております

※第57回大会は新型コロナウイルス（COVID-19）の影響により中止

### 女子
※女子選手の参加は第14回大会から
| 回                             | 年   | 開催スキー場          | 優勝者       | 第2位                 | 第3位                 |
| 全日本デモンストレーター選考会 |      |                       |              |                       |                       |
| 14                             | 1977 | 長野県 白馬八方尾根   | 岡田 良子    | 酒井 美代子           | 橘 順子               |
| 15                             | 1978 | 長野県 白馬八方尾根   | 岡田 良子    | 遠藤 理恵             | 酒井 美代子           |
| 16                             | 1979 | 長野県 白馬八方尾根   | 本田 久美子  | 上森 紀子             | 大久保 よし子         |
| 全日本基礎スキー選手権大会     |      |                       |              |                       |                       |
| 17                             | 1980 | 北海道 大和ルスツ     | 本田 久美子  | 上森 紀子             | 岡田 良子             |
| 18                             | 1981 | 長野県 白馬八方尾根   | 松田 久美子  | 岡田 良子             | 宮下 紀子             |
| 19                             | 1982 | 長野県 白馬八方尾根   | 内藤 裕子    | 岡田 良子             | 大浦 るみ子           |
| 20                             | 1983 | 岩手県 網張           | 宮下 紀子    | 岡田 良子             | 佐藤 智子             |
| 21                             | 1984 | 秋田県 大鰐温泉       | 宮下 紀子    | 内藤 裕子             | 佐藤 智子             |
| 22                             | 1985 | 秋田県 大鰐温泉       | 宮下 紀子    | 大浦 るみ子           | 佐藤 智子             |
| 全日本スキー技術選手権大会     |      |                       |              |                       |                       |
| 23                             | 1986 | 長野県 白馬八方尾根   | 茂野 裕子    | 魚住 頼子             | 松田 久美子           |
| 24                             | 1987 | 長野県 白馬八方尾根   | 高砂 祐子    | 内川 芳美             | 松田 久美子           |
| 25                             | 1988 | 長野県 白馬八方尾根   | 山崎 操      | 佐藤 智子             | 松沢 三千代           |
| 26                             | 1989 | 長野県 白馬八方尾根   | 田端 夏葉    | 高砂 祐子             | 松沢 三千代           |
| 27                             | 1990 | 長野県 白馬八方尾根   | K. Franziska | 田端 夏葉             | 山崎 操               |
| 28                             | 1991 | 長野県 白馬八方尾根   | M. Svet      | F. Krassnizer         | 大関 千秋             |
| 29                             | 1992 | 群馬県 尾瀬岩鞍       | M. Svet      | 田端 夏葉             | D. Viberti            |
| 30                             | 1993 | 群馬県 尾瀬岩鞍       | M. Svet      | K. Pusnik             | 田端 夏葉             |
| 31                             | 1994 | 長野県 野沢温泉村     | M. Svet      | K. Pusnik             | M. Kiehl              |
| 32                             | 1995 | 長野県 野沢温泉村     | M. Svet      | K. Pusnik             | M. Kiehl              |
| 33                             | 1996 | 北海道 ルスツリゾート | 白河 三枝    | 伊藤 真紀子           | 輪島 千恵             |
| 34                             | 1997 | 新潟県 石打丸山       | 白河 三枝    | 上村 文代             | 吉田 美輝子           |
| 35                             | 1998 | 秋田県 田沢湖         | 上村 文代    | 中田 良子             | 佐藤 ひろみ           |
| 36                             | 1999 | 長野県 白馬岩岳       | 白河 三枝    | 上村 文代             | 輪島 千恵             |
| 37                             | 2000 | 長野県 白馬八方尾根   | 白河 三枝    | 上村 文代             | 切久保 深雪           |
| 38                             | 2001 | 長野県 白馬八方尾根   | 本間 綾美    | 山川 純子             | 白河 三枝             |
| 39                             | 2002 | 長野県 白馬八方尾根   | 嶺村 聖佳    | 山川 純子             | 本間 綾美             |
| 40                             | 2003 | 長野県 白馬八方尾根   | 嶺村 聖佳    | 中田 良子             | 本間 綾美             |
| 41                             | 2004 | 長野県 白馬八方尾根   | 嶺村 聖佳    | 山川 純子             | 中田 良子             |
| 42                             | 2005 | 長野県 白馬八方尾根   | 嶺村 聖佳    | 山川 純子             | 中田 良子             |
| 43                             | 2006 | 新潟県 苗場スキー場   | 嶺村 聖佳    | 森 幸                 | 太田 真由実           |
| 44                             | 2007 | 新潟県 苗場スキー場   | 嶺村 聖佳    | 三星 佳代             | 中田 良子 小野塚 彩那 |
| 45                             | 2008 | 新潟県 苗場スキー場   | 松沢 聖佳    | 中田 良子             | 小野塚 彩那           |
| 46                             | 2009 | 長野県 白馬八方尾根   | 松沢 聖佳    | 小野塚彩那            | 三星 佳代             |
| 47                             | 2010 | 長野県 白馬八方尾根   | 松沢 聖佳    | 金子 あゆみ           | 高橋 育美             |
| 48                             | 2011 | 長野県 白馬八方尾根   | 金子 あゆみ  | 小野塚 彩那 水落 育美 |                       |
| 49                             | 2012 | 長野県 白馬八方尾根   | 兼子 佳代    | 佐藤 麻子             | 金子 あゆみ           |
| 50                             | 2013 | 長野県 白馬八方尾根   | 佐藤 麻子    | 金子 あゆみ           | 水落 育美             |
| 51                             | 2014 | 長野県 白馬八方尾根   | 佐藤 麻子    | 兼子 佳代             | 金子 あゆみ           |
| 52                             | 2015 | 長野県 白馬八方尾根   | 佐藤 麻子    | 春原 優衣             | 金子 あゆみ           |
| 53                             | 2016 | 長野県 白馬八方尾根   | 佐藤 麻子    | 金子 あゆみ           | 春原 優衣             |
| 54                             | 2017 | 北海道 ルスツリゾート | 栗山 未来    | 金子 あゆみ           | 春原 優衣             |
| 55                             | 2018 | 北海道 ルスツリゾート | 栗山 未来    | 大場 朱莉             | 金子 あゆみ           |
| 56                             | 2019 | 長野県 白馬八方尾根   | 栗山 未来    | 金子 あゆみ           | 春原 優衣             |
| 57                             | 2020 | （中止）              |              |                       |                       |
| 58                             | 2021 | 新潟県 苗場スキー場   | 春原 優衣    | 青木 美和             | 大場 朱莉             |
| 59                             | 2022 | 長野県 白馬八方尾根   | 栗山 未来    | 神谷 来美             | 青木 美和             |
| 60                             | 2023 | 長野県 白馬八方尾根   | 渡邊 渚      | 神谷 来美             | 春原 優衣             |
| 61                             | 2024 | 北海道 ルスツリゾート | 渡邊 渚      | 青木 美和             | 春原 優衣             |